# الدوري المغربي لكرة القدم 1973–74
الدوري المغربي لكرة القدم 1973-1974 هو الموسم 18 من البطولة الوطنية المغربية لكرة القدم . يتنافس خلاله 16 من أفضل الأندية الوطنية المغربية.توج بهذا الموسم فريق رجاء بني ملال .